# Marijan Hanžeković (mlađi)
Marijan Hanžeković (Zagreb, 18. siječnja 1952. – Zagreb, 28. siječnja 2018.), hrvatski pravnik i odvjetnik. 

## Životopis
Hanžeković je rođen u obitelji intelektualaca; otac Marijan bio je financijski stručnjak i profesor na Ekonomskom fakultetu u Zagrebu, majka Nada liječnica. U Zagrebu je 1970. godine završio klasičnu gimnaziju i 1975. diplomirao na Pravnom fakultetu u Zagrebu. 
Godine 1978. otvorio je odvjetničku pisarnicu u Zagrebu i početkom 1980-ih bio angažiran u velikim predmetima gospodarskog kriminala (slučajevi INA, Kajfež, Belupo). Uspjevši nagovoriti kolegu Milana Radakovića da zajedno otvore ured, 1994. godine s kolegama osnovao odvjetničko društvo Hanžeković, Radaković & partneri (kasnije Hanžeković & partneri), koje je s vremenom postao najveći odvjetnički ured u Hrvatskoj s gotovo 200 zaposlenih.
Angažirani član Hrvatske odvjetničke komore i njezin predsjednik od 1994. do 2000. godine. Zastupanjem velikih poduzeća i institucija u ovršnim postupcima protiv građana postao u javnosti poznat kao "kralj ovrha". Vlasnik štedionice, farmaceutskog poduzeća (Veterina, od 2008. Genera) i dr. 
U svibnju 2014. godine od Hypo Alpe-Adria-Bank preuzeo je medijsku kuću Europapress holding (Jutarnji list, Slobodna Dalmacija, Sportske novosti, Globus i dr.), koja je u srpnju 2016. preimenovana u Hanza Media. Bio je i član Hrvatske narodne stranke te Hrvatske socijalno-liberalne stranke. 
Hanžeković je bio i angažiran kao sportski djelatnik: predsjednik KK Zagreb (2000. – 2007. i 2017. – 2018.), osnivač i predsjednik Hrvatskog košarkaškog saveza (1998–99), predsjednik Zagrebačkog zrakoplovnog saveza (od 2009) te Hrvatskog jedriličarskog saveza (2011–12). 
Bio je i slobodni zidar i četvrti veliki majstor Velike lože Hrvatske. Odazvavši se pozivu Franje Lukovića, postao član Trilateralne komisije. Kolekcionar i vlasnik zbirke umjetnina hrvatskih slikara i kipara 19. i 20. st. 
Od posljedica raka gušterače umro je 2018. u Zagrebu.

## Vanjske poveznice
- Marijan Hanžeković, biografija na portalu Večernjeg lista
- »VELIKA BIOGRAFIJA Kako je Hanžeković postao najmoćniji i najomraženiji Hrvat«, Index.hr, 28. I. 2018.
- Marijan Hanžeković na Biografija.com
- Izvori o Marijanu Hanžekoviću na Scribdu